# American Summer
American Summer, znany również jako The Pool Boys – amerykańska komedia z 2011 roku w reżyserii Jamesa B. Rogersa. Wyprodukowany przez Seven Arts Pictures.
Światowa premiera filmu miała miejsce 21 czerwca 2011 roku. W Polsce premiera filmu odbyła się 28 października 2011 roku.

## Opis fabuły
Student Alex (Brett Davern) odwiedza w Los Angeles swojego kuzyna Rogera (Matthew Lillard), który został wyrzucony ze studiów i pracuje jako czyściciel basenów. Krewni postanawiają na pewien czas wprowadzić się do rezydencji jednego z klientów Rogera i otworzyć tam agencję towarzyską.

## Obsada
- Matthew Lillard jako Roger
- Brett Davern jako Alex Sperling
- Rachelle Lefèvre jako Laura
- Efren Ramirez jako Hector
- Tom Arnold jako on sam
- Robert Davi jako on sam
- George Takei jako Maitre d'
- Jay Thomas jako Martin Sperling
- Rhoda Griffis jako Nancy Sperling
- Heather Marie Marsden jako Bree
- Simona Fusco jako Hedda
- Jennifer Walcott jako Caitlin
- Pat Skipper jako Frank
- Monica Leigh jako Trish

i inni